# Karl Friedrich von Langen
Kaspar Rudolf Karl Friedrich von Langen (* 1737 in Guben; † 14. September 1801 in Danzig) war ein preußischer Generalmajor und Chef des Infanterieregiments Nr. 17.

## Leben

### Herkunft
Seine Eltern waren der kursächsische Generalleutnant Gottlob Erdmann von Langen (* 24. Oktober 1708) und dessen Ehefrau Johanna Christiane von Wallersdorff.

### Militärkarriere
Langen wurde 1751 zunächst sächsischer Kadett und am 24. Januar 1754 Fähnrich im Regiment der Königin. Am 18. Oktober 1756 kam er als Sekondeleutnant in das Infanterieregiment „Moritz Anhalt-Dessau“ Nr. 22. Während des restlichen Siebenjährigen Krieges kämpfte er in den Schlachten von Kolin (verwundet), Zorndorf und
Torgau, bei den Belagerungen von Prag, Wittenberg und Dresden sowie in den Gefechten von Strehlen, Berlin und Leutmannsdorf.
Er wurde am 22. Oktober 1757 Premierleutnant, am 4. April 1762 Stabskapitän und am 23. Mai 1763 Kapitän und Kompaniechef. Langen nahm 1778 am Bayerischen Erbfolgekrieg teil und wurde am 18. Oktober 1780 Major. Am 24. Juni 1788 wurde er schließlich zum Kommandeur des Infanterieregiments Nr. 22 ernannt und im Jahr darauf am 30. Mai zum Oberstleutnant befördert. Außerdem erhielt er am 4. Juni 1789 bei Revue in Stargard den Orden Pour le Mérite. Am 24. Mai 1791 wurde er Oberst. 1794 nahm er am Feldzug in Polen teil und kämpfte dort bei Warschau und an der Rawka. Am 6. Juli 1795 wurde er Chef des Infanterieregiments Nr. 17 und am 1. Januar 1796 zum Generalmajor ernannt.

### Familie
Langen heiratete am 22. Oktober 1765 in Stargard Marianne Elisabeth Opterbeck (* 19. August 1737; † 31. März 1819) geschieden von Kaspar Otto von Wedel (1735–1798). Das Paar hatte folgende Kinder:
- Karl Friedrich Erdmann (* 24. August 1768; † 11. November 1813)[2], Hauptmann ⚭ Henriette von der Marwitz
- Johann Christiane Hedwig (* 17. Januar 1767; † 9. November 1829) ⚭ 2. Oktober 1787 Karl Ernst von Albedyll (* 19. März 1762; † 27. März 1836),[3] Hauptmann
- Auguste Sophie Eleonore ⚭ 1. Oktober 1791 Benedikt Ludwig Ernst von Pritzelwitz, Hauptmann